# Kim phượng
Trong chi Caesalpinia thì loài cây phổ biến nhất được trồng là Caesalpinia pulcherrima (còn có danh pháp hai phần cũ là Poinciana pulcherrima). Tên gọi của nó trong tiếng Việt của nó là kim phượng, phượng ta, điệp, điệp cúng. Tên gọi theo phiên âm Hán-Việt là: phiên hồ điệp (番蝴蝶), kim phượng hoa (金鳳花), khổng tước hoa (孔雀花), hoàng hồ điệp (黃蝴蝶). Nhìn bề ngoài, nó khá giống với cây phượng vĩ có danh pháp khoa học là Delonix regia cùng phân họ.
Nó là một loài cây bụi cao tới 3 m, có nguồn gốc ở vùng nhiệt đới thuộc châu Mỹ. Lá của nó là loại lông chim kép, dài 20–40 cm và có từ 3-10 cặp lá chét, mỗi lá chét có từ 6-10 cặp lá chét nhỏ dài 15–25 mm và rộng 10–15 mm. Hoa của chúng mọc ra tại cành hoa dài tới 20 cm, mỗi hoa có 5 cánh màu vàng, da cam hay đỏ. Quả là loại quả đậu dài 6–12 cm.
Nó được trồng làm cây cảnh rất phổ biến ở khu vực nhiệt đới.

## Lưu ý
Phượng vĩ đôi khi cũng được gọi là kim phượng khi có hoa màu vàng đậm. Tuy nhiên phượng vĩ là cây đại mộc còn kim phượng thực thụ là cây tiểu mộc, với ba màu hoa cơ bản là màu vàng tươi, đỏ vàng, đỏ hồng hoặc đỏ pha vàng (xem hình) và ra hoa quanh năm, còn phượng vĩ chỉ ra hoa vào mùa hè.

## Hình ảnh

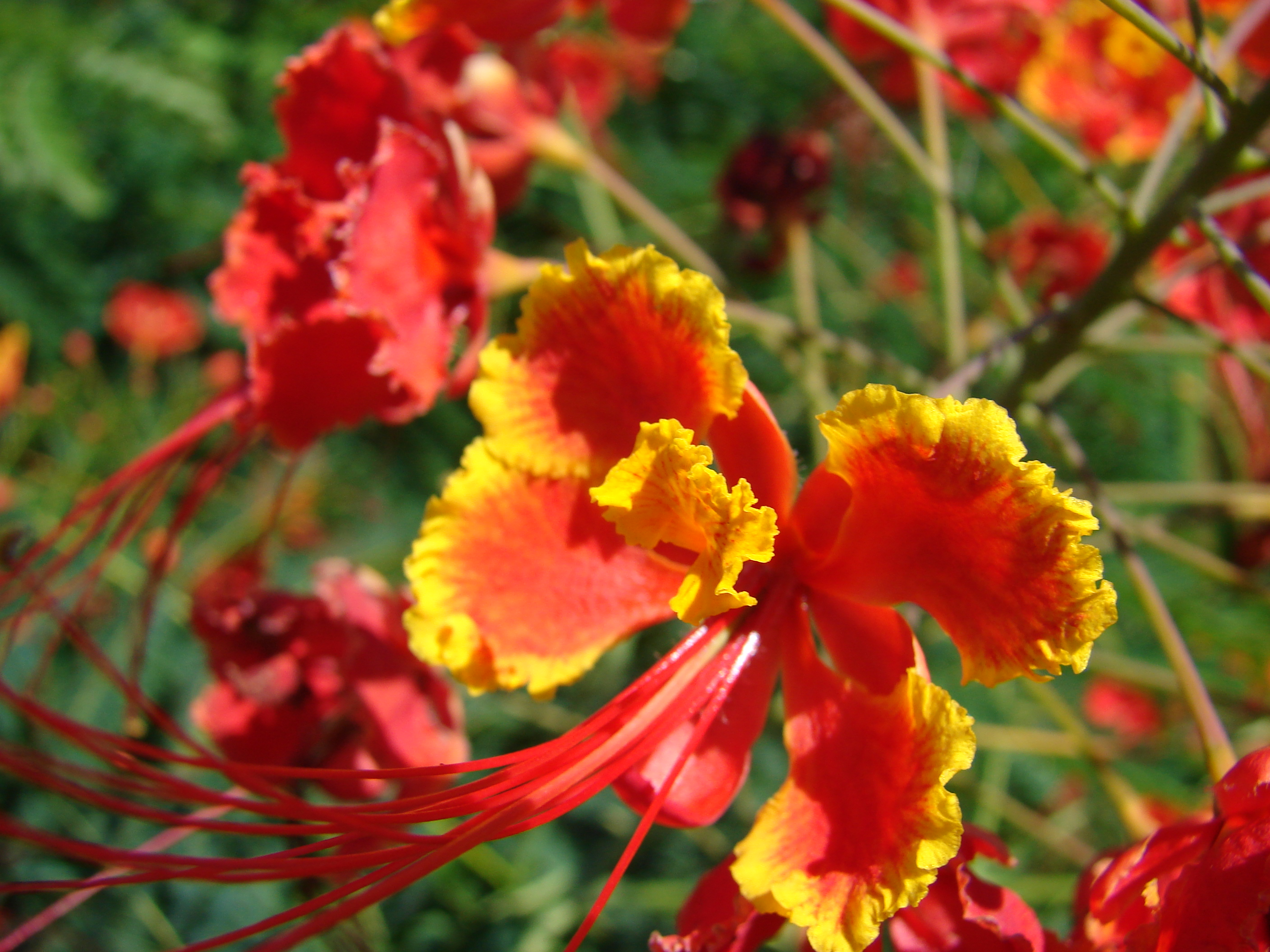
Kim phượng ở Hawaii
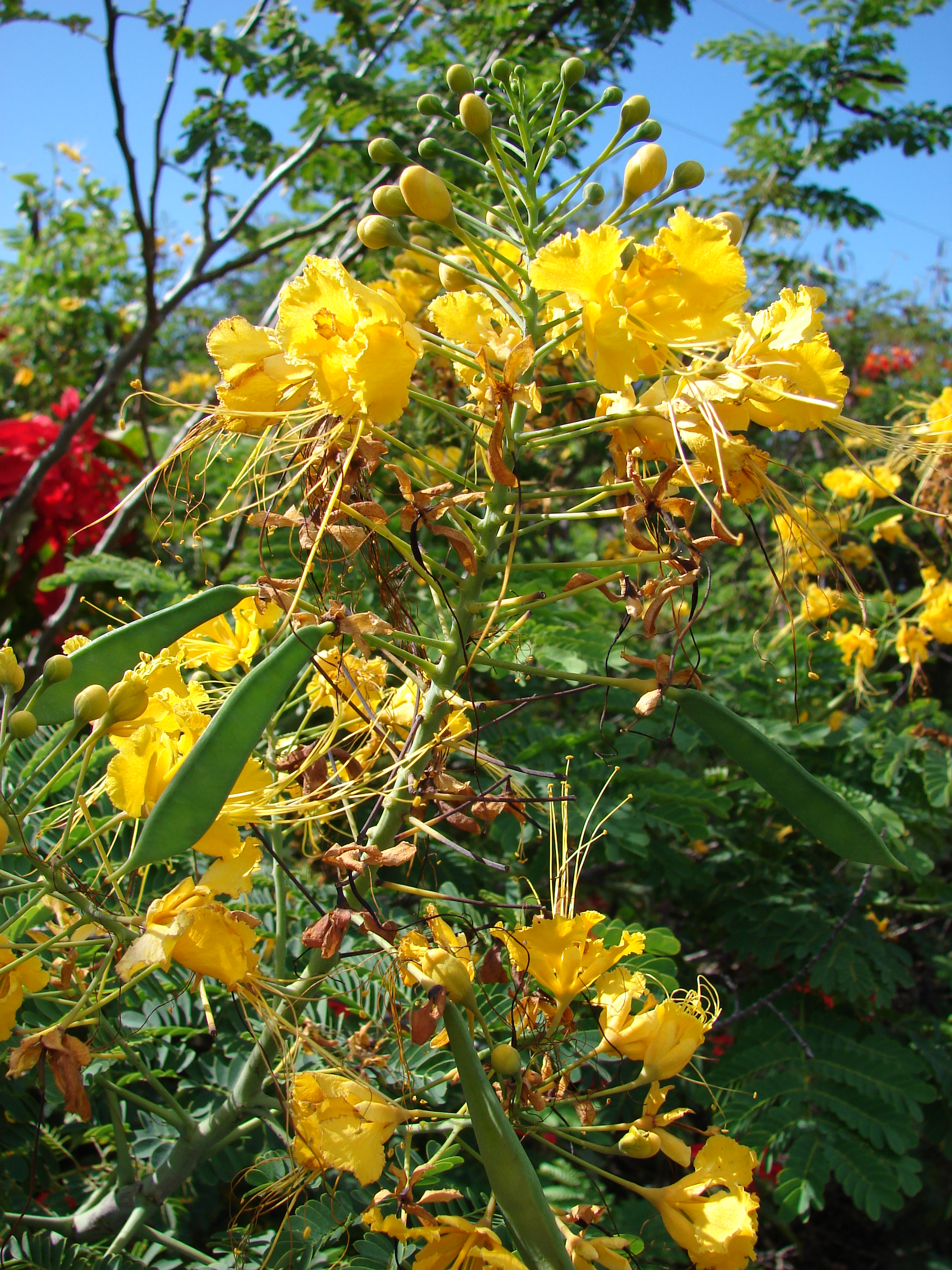
Kim phượng ở Kula